# Бергман, Сэндал
Сэндал Бергман (англ. Sandahl Bergman; род. 14 ноября 1951) — американская актриса и танцовщица, известная ролями в фильмах «Конан-варвар» и «Рыжая Соня».

## Биография
Карьера началась с появления в 1978 году в телефильме How to Pick Up Girls. В 1979 была роль танцовщицы в фильме Боба Фосса «Весь этот джаз», а в 1980 исполнила роль музы в ленте «Ксанаду» во время исполнения песни «I’m Alive» группы Electric Light Orchestra. Самой известной её работой стала роль в фильме «Конан-варвар», за которую она получила в 1983 году награду «Золотой глобус» в номинации «Лучший дебют актрисы», а также премию «Сатурн» в категории «Лучшая киноактриса».

## Избранная фильмография
| Год       |   | Русское название         | Оригинальное название   | Роль                         |
| --------- | - | ------------------------ | ----------------------- | ---------------------------- |
| 1970—1973 | с | Шоу Дина Мартина         | The Dean Martin Show    | золотоискатель (50 эпизодов) |
| 1979      | ф | Весь этот джаз           | All That Jazz           | ведущий танцор               |
| 1980      | ф | Ксанаду                  | Xanadu                  | муза №1                      |
| 1982      | ф | Конан-варвар             | Conan the Barbarian     | Валерия                      |
| 1982      | ф | Аэроплан II: Продолжение | Airplane II: The Sequel | офицер №1                    |
| 1985      | ф | Рыжая Соня               | Red Sonja               | королева Гедрен              |
| 1987      | ф | Переполох в городе жаб   | Hell Comes To Frogtown  | Спрэнгл                      |
| 1991      | ф | Обнажённый нерв          | Raw Nerve               | Глория Фридман               |
| 1992      | ф | В объятиях убийцы        | In the Arms of a Killer | сестра Хеннингер             |
| 1993      | ф | Влияние плоти            | Body of Influence       | Кларисса                     |
| 1994      | ф | Ночь лучника             | Night of the Archer     | Марла Майлс                  |
| 2003      | ф | Поющий детектив          | Singing Detective       | танцовщица                   |